# (100074) 1992 OB2
(100074) 1992 OB2 es un asteroide perteneciente al cinturón de asteroides, descubierto el 26 de julio de 1992 por Eric Walter Elst desde el Observatorio de La Silla, Chile.